# Charopinos
Charopinos (en grec ancien Χαροπῖνος / Kharopĩnos) est un grec ionien du VIe siècle av. J.-C., originaire de la cité de Milet.
Il participe avec son frère Aristagoras à la révolte de l'Ionie contre la domination perse. Il est surtout célèbre pour un coup de main audacieux. En effet en 498 av .J.-C., avec l'aide du contingent d'hoplites envoyé par Athènes il pénètre en Lydie et ravage la ville de Sardes, siège d'une importante satrapie. Il oblige ainsi les Perses à lever le siège de Milet. Mais à son retour il est surpris dans les environs d'Éphèse et battu par les Perses. On ignore son sort et ce qu'il advint par la suite de ce personnage si, du moins, il survécut à la bataille.

## Sources
- Hérodote, Histoires [détail des éditions] [lire en ligne] (5, 99)